# Chinesisch-britische gemeinsame Erklärung zu Hongkong
Die Chinesisch-britische gemeinsame Erklärung zu Hongkong (chinesisch 中英聯合聲明 / 中英联合声明, Pinyin Zhōng-Yīng Liánhé Shēngmíng, englisch Sino-British Joint Declaration, Audioⓘ, amtlich 中華人民共和國政府和大不列顛及北愛爾蘭聯合王國政府關於香港問題的聯合聲明 / 中华人民共和国政府和大不列颠及北爱尔兰联合王国政府关于香港问题的联合声明,  Zhōnghuá Rénmín Gònghéguó zhèngfŭ hé Dà Búlièdiàn jí Běi Ài'ěrlán Liánhé Wángguó zhèngfŭ guānyú Xiānggǎng Wèntí de Liánhé Shēngmíng, englisch Joint Declaration of the Government of the United Kingdom of Great Britain and Northern Ireland and the Government of the People's Republic of China on the Question of Hong Kong, Audioⓘ) wurde von den Premierministern der Volksrepublik China, Zhao Ziyang, und des Vereinigten Königreichs, Margaret Thatcher, am 19. Dezember 1984 in Peking unterzeichnet. Die Gemeinsame Erklärung stellte sicher, dass diese politische Vorgehensweise vertraglich in Hongkongs Grundgesetz (englisch Basic Law of Hong Kong) festgeschrieben wurde.

## Geschichte

Territoriale Entwicklung Hongkongs:

Nach dem Ersten Opiumkrieg musste das Kaiserreich China im Vertrag von Nanking 1842 die Insel Hongkong (Hong Kong Island) als Pachtgebiet an Großbritannien abtreten. Nach dem Zweiten Opiumkrieg wurde im Vertrag von Tianjin 1860 Hongkong vollständig an Großbritannien abgetreten und um Stonecutters Island und um einen kleinen Festlandstreifen (heute das Gebiet Kowloons südlich der Boundary Street) erweitert. 1898 erzwang Großbritannien in der Konvention über die Erweiterung des Hongkonger Territoriums China zur Überlassung der sogenannten New Territories. Die New Territories wurden nicht annektiert, sondern nur auf 99 Jahre gepachtet. Damals rechnete allerdings angesichts der großen Schwäche Chinas kaum ein Zeitgenosse damit, dass sie jemals wieder zurückgegeben würden. Die Gemeinsame Erklärung stellte sicher, dass diese politische Vorgehensweise vertraglich im Grundgesetz Hongkongs (englisch Basic Law of Hong Kong) festgeschrieben wurde.
Als das Ende des Pachtvertrages allmählich in Sichtweite rückte, begannen in den 1970er Jahren Verhandlungen zwischen dem Vereinigten Königreich und der Volksrepublik China. Staatsrechtlich wäre Großbritannien nur zur Rückgabe der New Territories verpflichtet gewesen; jedoch erschien eine nur aus Hongkong und „Süd-Kowloon“ (Kowloon südlich der Boundary Street) weiterbestehende Kronkolonie ohne das Hinterland der New Territories keine realistische politische Option und hätte einen dauerhaften Konfliktherd mit der Volksrepublik bedeutet, die Anspruch auf Hongkong erhob. Daher einigten sich beide Seiten auf die vollständige Rückgabe aller britischen Besitzungen (Hongkong, Kowloon und New Territories) zum Auslaufen des Pachtvertrages im Jahr 1997. Da auch die Volksrepublik China unter Deng Xiaoping an stabilen Verhältnissen und einer weiter prosperierenden Wirtschaft in Hongkong interessiert war, machte sie politische Zugeständnisse, indem sie den Weiterbestand der bisherigen kapitalistischen Wirtschaftsverhältnisse sowie eine große Autonomie mit begrenzter Selbstverwaltung Hongkongs auch nach der Übergabe an China zusagte.
Dies alles wurde in einer gemeinsamen Erklärung festgehalten. Die Erklärung trat am 27. Mai 1985 mit der Übergabe der Ratifizierungsdokumente in Kraft und wurde von den Regierungen der Volksrepublik China und des Vereinigten Königreiches am 12. Juni 1985 bei den Vereinten Nationen registriert.
In der Erklärung verkündete die chinesische Regierung, dass sie wieder die Kontrolle über die Souveränität Hongkongs (Hong Kong Island, Kowloon, New Territories) mit Wirkung vom 1. Juli 1997 übernehmen werde, und die britische Regierung erklärte gleichzeitig die Übergabe von Hongkong an die Volksrepublik China mit Wirkung vom 1. Juli 1997. Die Volksrepublik sicherte zu, dass Hongkong entsprechend dem Grundsatz „Ein Land, zwei Systeme“ weitere fünfzig Jahre nach der Übergabe ein liberal kapitalistisches Wirtschaftssystem behalten und in dieser Zeit eine Sonderverwaltungszone bilden werde.
Am 14. Oktober 2020 veröffentlichte das US-Außenministerium einen Bericht über zehn Personen, die wesentlich dazu beitrügen, dass China seinen Verpflichtungen aus der chinesisch-britischen gemeinsamen Erklärung zu Hongkong und dem Grundgesetz von Hongkong nicht nachkomme. Xia Baolong, Zhang Xiaoming, Luo Huining, Carrie Lam, Teresa Cheng, Erick Tsang, Zheng Yanxiong, Eric Chan, John Lee und Chris Tang wurden darin aufgelistet.